# Кізеветтер Олександр Олександрович
Кізеветтер Олександр Олександрович — російський історик, публіцист, політичний діяч. 

## Окремі твори
- Кизеветтер А. А. Иван Федоров и начало книгопечатания на Руси / Сост. А.А. Кизеветтер, прив.-доц. Моск. ун-та. - М.: т-во И.Д. Сытина, 1904. - 25, (3) с.: ил., портр. [Архівовано 8 квітня 2017 у Wayback Machine.]
- Кизеветтер А. А. Из истории законодательства в России XVII-XIX вв. — Третий сборник статей. Ростов-н/Д: Издание Н.Е. Парамонова «Донская Речь», 1904. - 42 с.
- Кизеветтер А.А. Первое пятилетие правления Екатерины II // Сборник статей, посвященный П. Н. Милюкову. — Прага,1929. [Архівовано 14 лютого 2019 у Wayback Machine.] (сучасний передрук)